# Astragalus missouriensis
Astragalus missouriensis — вид квіткових рослин з родини бобових (Fabaceae). Ареал охоплює такі країни: Канада (Альберта, Манітоба, Саскачеван), США (Аризона, Колорадо, Айова, Канзас, Міннесота, Монтана, Небраска, Нью-Мексико, Північна Дакота, Оклахома, Південна Дакота, Техас, Юта, Вайомінг).

## Середовище
Це низькоросла, часто розлога багаторічна трав'яниста рослина. Від долини Ріо-Гранде в Нью-Мексико на північ через Колорадо вид досить мінливий і може гібридизуватися з A. amphioxys. Жодних загроз для цього виду невідомо. Враховуючи широкий ареал виду та велику популяцію, серйозні загрози для нього малоймовірні в найближчому майбутньому.

## Опис
Хоча вид низькорослий, його стебла часто досягають 15 сантиметрів у довжину, а за виняткових обставин — до 20 сантиметрів.